# Creatinasa
La creatinasa (EC 3.5.3.3) es una enzima que cataliza la siguiente reacción química:
Por lo tanto los dos sustratos de esta enzima son la creatina y el H
2O, mientras que sus dos productos son la sarcosina y la urea.
Se ha demostrado por medio de una electroforesis en gel de poliacrilamida-SDS que la proteína nativa se encuentra formada por dos subunidades. El peso molecular de una de estas unidades se estima en alrededor de 47000 g/mol. La enzima funciona como un homodímero, y resulta inducida por el cloruro de colina. Cada monómero de la creatinasa posee dos dominios claramente definidos; un dominio N-terminal pequeño, y un dominio C-terminal de gran tamaño. Cada uno de los dos sitios activos se encuentra formado por residuos del dominio mayor de uno de los monómeros y por algunos residuos del dominio menor del otro monómero. Se ha sugerido, sobre la base de experimentos de inhibición enzimática, que existe un grupo sulfhidrilo ubicado en el sitio activo, o en las proximidades del mismo. La creatinasa tiene su punto óptimo de funcionamiento a pH 8, y resulta más estable en un período de 24 horas si se encuentra a pH comprendidos entre 6 y 8 y a una temperatura de 37 °C.
Esta enzima pertenece a la familia de las hidrolasas, más concretamente a aquellas hidrolasas que actúan sobre enlaces carbono-nitrógeno que no son enlaces peptídicos, más específicamente sobre amidinas lineales. El nombre sistemático de esta clase de enzimas es creatina amidinohidrolasa. La enzima participa en el metabolismo de la arginina y de la prolina.

## Estudios estructurales
Hasta el año 2007, se habían resuelto dos estructuras para esta clase de enzimas, las cuales tienen los siguientes códigos de acceso en PDB: 1CHM y 1KP0.